# Strahlhorn
Das Strahlhorn ist ein 4190 m hoher Berg in den Walliser Alpen in der Schweiz. Es befindet sich nur wenige Kilometer von der Staatsgrenze zu Italien entfernt zwischen der Mischabelgruppe und dem Monte-Rosa-Massiv. Das Strahlhorn gehört zur Allalingruppe und ist deren dritthöchster Gipfel. Es liegt auf der Grenze der Gemeinden Saas-Almagell und Zermatt.

## Geographie
Das Strahlhorn ist der südlichste Viertausender einer stark vergletscherten Gebirgskette, die sich vom Dürrenhorn im Norden über den Dom bis zur italienischen Grenze erstreckt und das Mattertal vom Saastal trennt. Unmittelbar nordwestlich befindet sich das etwas höhere Rimpfischhorn (4199 m), mit dem es über den Adlerpass (3786 m) verbunden ist, etwa drei Kilometer nördlich das Allalinhorn (4027 m) und knapp 2 km südlich das Schwarzberghorn auf der Staatsgrenze zu Italien. Zermatt und Saas-Fee sind ca. 11 km entfernt.
Neben dem Grat zum Adlerpass sendet das Strahlhorn einen Südwestgrat über das Adlerhorn (3987 m) zum Findelgletscher, einen Grat über das Fluchthorn (3794 m) zum Mattmarksee und einen Südgrat zum Schwarzberg Weisstor (3562 m).
An den Flanken des Strahlhorns liegen im Norden der Allalingletscher, im Osten der Schwarzberggletscher, im Süden der Findelgletscher und im Westen der Adlergletscher, wobei Ersterer fast bis an den Gipfel reicht, der nur auf den obersten Metern eisfrei ist.

## Alpinismus
Obwohl das Strahlhorn zu den leichteren Viertausender der Schweiz gehört, sind sämtliche Hochtouren dorthin lang und führen über Gletscher mit gefährlichen Spalten. Die Normalroute führt von der Britanniahütte zum Adlerpass und von dort über den WNW-Grat zum Gipfel (WS). Eine seltener begangene, sehr lange Route führt direkt vom Mattmarksee über das Fluchthorn zum Gipfel (WS). Von Westen führt eine dritte Route vom Berghaus Fluhalp oberhalb von Zermatt über den Adlerpass zum Strahlhorn (ZS−). Im Winter kann das Strahlhorn als Skitour von der Britanniahütte (ZS) oder von Blauherd (S) bestiegen werden.
Die Erstbesteigung wurde am 15. August 1854 durch Christopher Smyth, Ulrich Lauener, Edmund J. Grenville und Franz-Josef Andenmatten unternommen.

## Lage
Lage innerhalb der Gebirgsgruppe.
| \| \|                                       |
| Lage des Strahlhorns in den Walliser Alpen. |
|                                             |